# Университет Неймегена
Университет Неймегена (нидерл. Radboud Universiteit Nijmegen, рус. Университет Неймегена имени святого Радбода Утрехтского, ранее Katholieke Universiteit Nijmegen) — государственный исследовательский университет, расположенный в старейшем городе Нидерландов Неймегене. Основанный в 1923 году, университет состоит из 7 факультетов и обучает свыше 19 тысяч студентов.
По версии QS World University Rankings, университет занимает 138 место.

## История
Первый университет в Неймегене был основан в 1655 году и прекратил своё существование приблизительно в 1680 году. Университет Неймегена имени святого Радбода Утрехтского основан в 1923 году как Католический университет Неймегена, в котором первоначально преподавало 27 профессоров и обучалось 189 студентов. Он был создан вследствие того, что римско-католическая община желала иметь свой собственный университет. В то время католики в Нидерландах находились в неблагоприятном положении и почти не занимали высоких должностей в правительстве. После жёсткой конкуренции с городами Хертогенбос, Тилбург, Гаага и Маастрихт, Неймеген был выбран в качестве города для размещения университета. Последовавшая Вторая мировая нанесла серьёзный удар по университету: многие видные профессора погибли, среди них были Роберт Ригот и Тит Брандсма, которые были депортированы в концлагерь Дахау. В 1943 году ректор Гермесдорф отказался сотрудничать с немцами. 22 февраля 1944 года университет потерял много зданий в результате бомбардировок. Занятия возобновились в марте 1945 года. С тех пор число учащихся неуклонно растет с 3000 в 1960 году до 15000 в 1980 году.
В 2004 году университет изменил своё название на Университет Неймегена имени святого Радбода Утрехтского, епископа, жившего около 900 года.

## Организационная структура
В состав университета входят:
- Факультет естественных наук;
- Факультет искусств;
- Факультет медицинских наук;
- Факультет права;
- Факультет социальных наук;
- Факультет философии, теологии и религиозных исследований;
- Неймегенская школа менеджмента;

Институт входит в число самых важных высших учебных заведений страны, входит в число 150 лучших в мире и входит в число 50 лучших в Европе. Кроме того, образовательное предложение очень разнообразно и предлагает более 40 трехлетних и 200 магистерских программ, многие из которых на английском языке.